# Wertheim

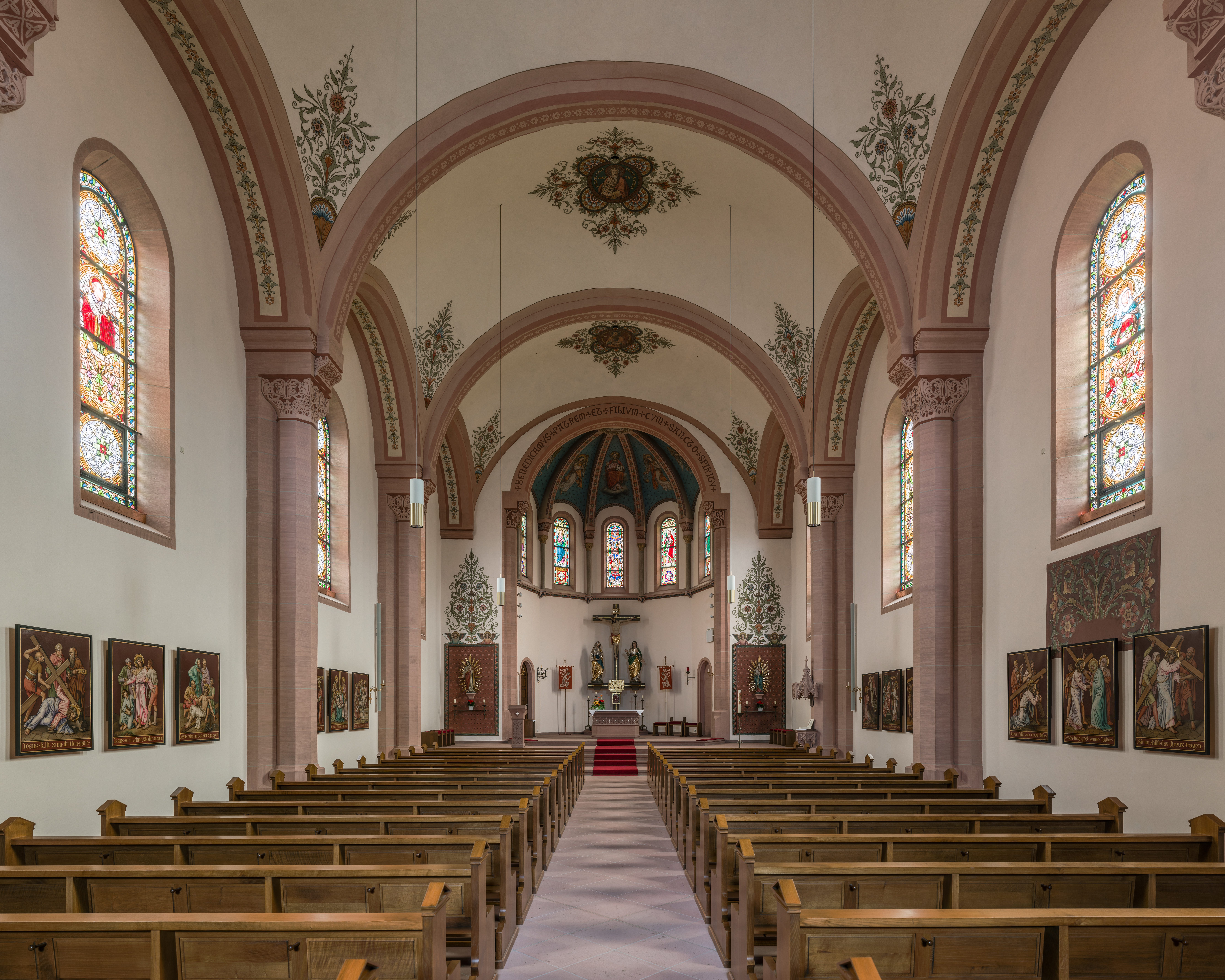
La nef de l'église Saint Venantius à Wertheim. Aout 2016.

Wertheim est une ville d'Allemagne située sur le Main à l'extrême nord du Land de Bade-Wurtemberg.
Le centre de Wertheim comprend de nombreuses maisons à colombage. On y trouve également de nombreux musées: le Musée du comté de Wertheim sur l’histoire de Wertheim et sa culture, le Musée du verre. La ville est dominée par un imposant château avec un donjon de 25 m. Le monastère de Bronnbach, une ancienne abbaye cistercienne fondée en 1151 est devenu un lieu culturel reconnu.

## Géographie
Elle se situe à 70 km au sud de Francfort (Land de Hesse) et à 30 km de Wurtzbourg (Land de Bavière). La ville se situe de part et d'autre du Main au confluent de la Tauber.

### Quartiers
- Bettingen, Dertingen, Dietenhan, Dörlesberg, Grünenwört, Höhefeld, Kembach, Lindelbach, Mondfeld, Nassig, Reicholzheim, Sachsenhausen, Sonderriet, Urphar, Waldenhausen.

## Histoire
La ville a été fondée entre le VIIe et le VIIIe siècle. Les premiers seigneurs du lieu construisent un château au XIIe siècle. À ses pieds, la ville se développe. Un document de 1192 fait mention du "Suburbium castri Wertheim". En 1200, la ville est appelée “oppidium” et en 1244 “civitas”.
Au Moyen Âge la ville accueille une communauté juive. Celle-ci est victime de massacres à plusieurs reprises en 1298 et en 1349. On en trouve la trace dans les Memorbücher,  listes manuscrites des défunts, dont le souvenir doit être rappelé. Le cimetière juif date de 1406, il est utilisé jusqu'au XXe siècle et c'est l'un des plus anciens cimetières juifs du Bade-Wurtemberg.
Au début du XIVe siècle, la comtesse de Wertheim (née Élisabeth de Hohenlohe) tua accidentellement son époux durant une partie de chasse. Pour obtenir son salut après cet acte tragique, elle fonda la chartreuse de Grünau, la première de Franconie.

## Économie
L’industrie du verre est florissante. L’électronique, la mécanique de précision et les laboratoires de cosmétiques complètent l’industrie locale. Le commerce est devenu une activité importante avec l'ouverture en 2003 du Wertheim village, premier village de marques haut de gamme d'Allemagne à prix d'usine.
Les coteaux sont célèbres pour leurs vins qui font partie du Badisches Frankenland qui se présentent en général en Bocksbeutel. Ils produisent un des meilleurs pinot noir d'Allemagne.

## Personnalités liées à la ville
- Louis III de Löwenstein (1530-1611), comte mort à Wertheim.
- Philipp Friedrich Buchner, compositeur baroque né en 1614
- Henri-Joseph Rigel, compositeur classique né en 1741.
- Johann Gottfried Bremser médecin né en 1767.
- Aloys de Löwenstein-Wertheim-Rosenberg (1871-1952), homme politique mort à Bronnbach.
- Karl Hotz, ingénieur, lieutenant-colonel Feldkommandant de Nantes pendant l'occupation, 1877-1941.
- Roland Matthes (1950-2019), nageur mort à Wertheim.

## Jumelages
- - Salon-de-Provence
- - Huntingdon et Godmanchester (Royaume-Uni), depuis 1981[4]
- - Szentendre (Hongrie), depuis 1989
- - Csobánka (Hongrie), depuis 1992
- - Gubbio (Italie), depuis 2006